# Xã Brooklyn, Quận Schuyler, Illinois
Xã Brooklyn (tiếng Anh: Brooklyn Township) là một xã thuộc quận Schuyler, tiểu bang Illinois, Hoa Kỳ. Năm 2010, dân số của xã này là 216 người.